# Animals as Leaders (album)
Albums de Animals as Leaders
Weightless
(2011)
Animals as Leaders est le premier album studio du groupe de djent américain Animals as Leaders sorti le 28 avril 2009. Le nom Animals as Leaders a été inspiré du roman Ishmæl de Daniel Quinn qui parle notamment d'anthropocentrisme. Cet album a été globalement bien reçu par la critique.

## Liste des titres
| No  | Titre                                            | Durée |
| --- | ------------------------------------------------ | ----- |
| 1.  | Tempting Time                                    | 5:23  |
| 2.  | Soraya                                           | 4:27  |
| 3.  | Thoroughly at Home                               | 4:02  |
| 4.  | On Impulse                                       | 6:09  |
| 5.  | Tessitura                                        | 1:06  |
| 6.  | Behaving Badly                                   | 4:26  |
| 7.  | The Price of Everything and the Value of Nothing | 5:32  |
| 8.  | CAFO                                             | 6:41  |
| 9.  | Inamorata                                        | 6:08  |
| 10. | Point to Point                                   | 1:44  |
| 11. | Modern Meat                                      | 2:06  |
| 12. | Song of Solomon                                  | 4:16  |

Tous les morceaux ont été écrits par Tosin Abasi & Misha Mansoor, guitaristes respectifs d'Animals As Leaders et de Periphery.

## Composition du groupe
- Tosin Abasi - Guitare & Basse.
- Misha "Bulb" Mansoor - Claviers & Boîte à rythmes.
- Jay Wynne - Artwork & design.